# Samcheok
Samcheok is een stad in de Zuid-Koreaanse provincie Gangwon-do. De stad telt 73.000 inwoners en ligt in het oosten van het land. Samcheok heeft een geschiedenis die teruggaat naar het jaar 102. Toen maakte de stad (met als voormalige naam Siljikguk of Siljikgokguk) onderdeel uit van Silla, een van de drie koninkrijken van het oude Korea.

## Partnersteden
- Seongbuk-gu, Zuid-Korea sinds 1999
- Yeonsu-gu, Zuid-Korea sinds 2000
- Guri, Zuid-Korea sinds 2001
- Icheon, Zuid-Korea sinds 2004
- Seongnam, Zuid-Korea sinds 2007
- Ulleung, Zuid-Korea sinds 2009
- Akabira, Japan sinds 1997
- Kanda, Japan sinds 1997
- Wangqing, China sinds 1997
- Kurobe, Japan sinds 1998
- Dongying, China sinds 1999
- Leesburg, Verenigde Staten sinds 2003
- Kungur, Rusland sinds 2003
- Mareeba Shire, Australië sinds 2004
- Jixi, China sinds 2008
- Korsakov, Rusland sinds 2010